# Copa BBVA Colsanitas 2012 - Qualificazioni singolare
Le qualificazioni del singolare  del Copa BBVA Colsanitas 2012 sono state un torneo di tennis preliminare per accedere alla fase finale della manifestazione. I vincitori dell'ultimo turno sono entrati di diritto nel tabellone principale. In caso di ritiro di uno o più giocatori aventi diritto a questi sono subentrati i lucky loser, ossia i giocatori che hanno perso nell'ultimo turno ma che avevano una classifica più alta rispetto agli altri partecipanti che avevano comunque perso nel turno finale.

## Qualificazioni

### Teste di serie
1. Paula Ormaechea (qualificata)
2. Sesil Karatančeva (qualificata)
3. Mónica Puig (secondo turno)
4. Jaroslava Švedova (qualificata)

1. Leticia Costas Moreira (ultimo turno)
2. Corinna Dentoni (ultimo turno)
3. Inés Ferrer Suárez (qualificata)
4. Nastja Kolar (primo turno)

### Qualificati
1. Paula Ormaechea
2. Sesil Karatančeva

1. Inés Ferrer Suárez
2. Jaroslava Švedova

### Legenda
| - Q = Qualificato - WC = Wild card - LL = Lucky loser | - ALT = Alternate - SE = Special Exempt - PR = Protected Ranking | - w/o = Walkover - r = Ritirato - d = Squalificato |

#### Sezione 1
|  | Primo turno | Primo turno          | Primo turno          | Primo turno | Primo turno |  |  | Secondo turno | Secondo turno        | Secondo turno        | Secondo turno   | Secondo turno   |   |   | Ultimo turno | Ultimo turno    | Ultimo turno    | Ultimo turno | Ultimo turno |  |
|  |             |                      |                      |             |             |  |  |               |                      |                      |                 |                 |   |   |              |                 |                 |              |              |  |
|  |             |                      |                      |             |             |  |  |               |                      |                      |                 |                 |   |   |              |                 |                 |              |              |  |
|  |             |                      |                      |             |             |  |  | 1             | Paula Ormaechea      | 4                    | 6               | 6               |   |   |              |                 |                 |              |              |  |
|  |             | Teliana Pereira      | Teliana Pereira      | 6           | 6           |  |  |               | Teliana Pereira      | 6                    | 2               | 4               |   |   |              |                 |                 |              |              |  |
|  |             | Sun Shengnan         | Sun Shengnan         | 1           | 2           |  |  |               |                      |                      |                 |                 |   |   | 1            | Paula Ormaechea | Paula Ormaechea | 6            | 6            |  |
|  | WC          | Libby Muma           | Libby Muma           | 1           | 5           |  |  |               |                      | 6                    | Corinna Dentoni | Corinna Dentoni | 4 | 1 |              |                 |                 |              |              |  |
|  |             | Maria Fernanda Alves | Maria Fernanda Alves | 6           | 7           |  |  |               | Maria Fernanda Alves | Maria Fernanda Alves | 67              | 2               |   |   |              |                 |                 |              |              |  |
|  |             |                      |                      |             |             |  |  | 6             | Corinna Dentoni      | Corinna Dentoni      | 7               | 6               |   |   |              |                 |                 |              |              |  |
|  |             |                      |                      |             |             |  |  |               |                      |                      |                 |                 |   |   |              |                 |                 |              |              |  |

#### Sezione 2
|  | Primo turno | Primo turno     | Primo turno     | Primo turno | Primo turno |  |  | Secondo turno | Secondo turno     | Secondo turno     | Secondo turno  | Secondo turno  |   |   | Ultimo turno | Ultimo turno      | Ultimo turno      | Ultimo turno | Ultimo turno |  |
|  |             |                 |                 |             |             |  |  |               |                   |                   |                |                |   |   |              |                   |                   |              |              |  |
|  |             |                 |                 |             |             |  |  |               |                   |                   |                |                |   |   |              |                   |                   |              |              |  |
|  |             |                 |                 |             |             |  |  | 2             | Sesil Karatančeva | Sesil Karatančeva | 6              | 6              |   |   |              |                   |                   |              |              |  |
|  | WC          | Alexandra Riley | Alexandra Riley | 3           | 0           |  |  | WC            | Robyn Beddow      | Robyn Beddow      | 0              | 1              |   |   |              |                   |                   |              |              |  |
|  | WC          | Robyn Beddow    | Robyn Beddow    | 6           | 6           |  |  |               |                   |                   |                |                |   |   | 2            | Sesil Karatančeva | Sesil Karatančeva | 6            | 6            |  |
|  |             | Anne Kremer     | Anne Kremer     | 2           | 4           |  |  |               |                   |                   | Ximena Hermoso | Ximena Hermoso | 3 | 3 |              |                   |                   |              |              |  |
|  |             | Maria Abramović | Maria Abramović | 6           | 6           |  |  |               | Maria Abramović   | 3                 | 6              | 62             |   |   |              |                   |                   |              |              |  |
|  |             | Ximena Hermoso  | 6               | 5           | 7           |  |  |               | Ximena Hermoso    | 6                 | 2              | 7              |   |   |              |                   |                   |              |              |  |
|  | 8           | Nastja Kolar    | 4               | 7           | 64          |  |  |               |                   |                   |                |                |   |   |              |                   |                   |              |              |  |

#### Sezione 3
|  | Primo turno | Primo turno         | Primo turno         | Primo turno | Primo turno |  |  | Secondo turno | Secondo turno       | Secondo turno | Secondo turno      | Secondo turno |   |   | Ultimo turno | Ultimo turno  | Ultimo turno | Ultimo turno | Ultimo turno |  |
|  |             |                     |                     |             |             |  |  |               |                     |               |                    |               |   |   |              |               |              |              |              |  |
|  |             |                     |                     |             |             |  |  |               |                     |               |                    |               |   |   |              |               |              |              |              |  |
|  |             |                     |                     |             |             |  |  | 3             | Mónica Puig         | 3             | 7                  | 3             |   |   |              |               |              |              |              |  |
|  |             | Annalisa Bona       | Annalisa Bona       | 6           | 6           |  |  |               | Annalisa Bona       | 6             | 65                 | 6             |   |   |              |               |              |              |              |  |
|  | WC          | June Lee            | June Lee            | 0           | 3           |  |  |               |                     |               |                    |               |   |   |              | Annalisa Bona | 4            | 6            | 0            |  |
|  |             | Adriana Pérez       | Adriana Pérez       | 64          | 0           |  |  |               |                     | 7             | Inés Ferrer Suárez | 6             | 4 | 6 |              |               |              |              |              |  |
|  | WC          | Marie-Ève Pelletier | Marie-Ève Pelletier | 7           | 6           |  |  | WC            | Marie-Ève Pelletier | 6             | 4                  | 3             |   |   |              |               |              |              |              |  |
|  |             |                     |                     |             |             |  |  | 7             | Inés Ferrer Suárez  | 3             | 6                  | 6             |   |   |              |               |              |              |              |  |
|  |             |                     |                     |             |             |  |  |               |                     |               |                    |               |   |   |              |               |              |              |              |  |

#### Sezione 4
|  | Primo turno | Primo turno           | Primo turno           | Primo turno | Primo turno |  |  | Secondo turno | Secondo turno          | Secondo turno          | Secondo turno          | Secondo turno          |   |   | Ultimo turno | Ultimo turno      | Ultimo turno      | Ultimo turno | Ultimo turno |  |
|  |             |                       |                       |             |             |  |  |               |                        |                        |                        |                        |   |   |              |                   |                   |              |              |  |
|  |             |                       |                       |             |             |  |  |               |                        |                        |                        |                        |   |   |              |                   |                   |              |              |  |
|  |             |                       |                       |             |             |  |  | 4             | Jaroslava Švedova      | Jaroslava Švedova      | 6                      | 6                      |   |   |              |                   |                   |              |              |  |
|  | WC          | Hana Birnerová        | Hana Birnerová        | 1           | 0           |  |  |               | Ioana Raluca Olaru     | Ioana Raluca Olaru     | 2                      | 3                      |   |   |              |                   |                   |              |              |  |
|  |             | Ioana Raluca Olaru    | Ioana Raluca Olaru    | 6           | 6           |  |  |               |                        |                        |                        |                        |   |   | 4            | Jaroslava Švedova | Jaroslava Švedova | 6            | 6            |  |
|  |             | Alexandrina Naydenova | Alexandrina Naydenova | 6           | 6           |  |  |               |                        | 5                      | Leticia Costas Moreira | Leticia Costas Moreira | 1 | 4 |              |                   |                   |              |              |  |
|  | WC          | Daniela Roldan        | Daniela Roldan        | 0           | 3           |  |  |               | Alexandrina Naydenova  | Alexandrina Naydenova  | 64                     | 0                      |   |   |              |                   |                   |              |              |  |
|  |             |                       |                       |             |             |  |  | 5             | Leticia Costas Moreira | Leticia Costas Moreira | 7                      | 6                      |   |   |              |                   |                   |              |              |  |
|  |             |                       |                       |             |             |  |  |               |                        |                        |                        |                        |   |   |              |                   |                   |              |              |  |